# Donato Bilancia
Donato Bilancia (ur. 10 lipca 1951 w Potenza, zm. 17 grudnia 2020 w Padwie) – włoski seryjny morderca nazywany Potworem z Ligurii. W latach 1997–1998 zamordował 17 osób. Za zabójstwa został skazany na dożywocie.

## Życiorys
Urodził się 10 lipca 1951 roku w Potenza. W 1956 roku jego rodzina przeprowadziła się do Genui.
W 1975 roku został przyłapany na kradzieży. Po odbyciu kary, w 1976 roku został aresztowany za dokonanie rozboju. Niedługo potem, uciekł z więzienia, w którym przebywał.
W 1990 roku, miał poważny wypadek samochodowy. Przez kilka dni był w stanie śpiączki. Lekarzom cudem udało się go uratować. Po powrocie do zdrowia wpadł w hazard. W kręgach hazardowych nosił pseudonim „Walter”.

### Pierwsze morderstwa
- 16 października 1997 – zabił Giorgia Centanaro w jego własnym mieszkaniu. Początkowo policja uznała, że Centanaro zmarł śmiercią naturalną. Po zatrzymaniu, Bilancia przyznał się do tej zbrodni i stwierdził, że zabił Centanaro, gdyż ten oszukał go w czasie gry hazardowej.
- 24 października 1997 – zabił Maurizio Parentiego i jego żonę – Carlę Scotto. Bilancia wyniósł z ich domu wiele wartościowych przedmiotów i 13 milionów lirów włoskich (ok. 6500 euro).
- 27 października 1997 – zabił Bruno Solariego i jego żonę – Marię Pitto.
- 13 listopada 1997 – zabił w Ventimiglia, Luciano Marro i ukradł z jego domu 45 milionów lirów włoskich (ok. 22 500 euro).
- 25 stycznia 1998 – zabił stróża nocnego – Giangiorgio Canu. Po zatrzymaniu, Bilanca stwierdził, że chciał tym morderstwem zmylić policjantów.

### Morderstwa prostytutek
- 9 marca 1998 – zastrzelił albańską prostytutkę – Stele Truya.
- 18 marca 1998 – zabił ukraińską prostytutkę – Ludmiłę Zubskovą w Pietra Ligure.
- 20 marca 1998 – zabił Enzo Gorniego w Ventimiglia.
- 24 marca 1998 – usiłował zabić w Novi Ligure transseksualistę zwanego „Lorena”. Postrzelił go dwukrotnie i pozostawił, sądząc, że nie żyje. Tego samego wieczora zastrzelił Massimiliano Garillo i Candido Rando.
- 29 marca 1998 – zabił w Cogoleto, nigeryjską prostytutkę – Tessy Adobo.

### Morderstwa w pociągach
Dzięki zeznaniom „Lorena” udało się ustalić, iż zabójca zwany „Potworem z Ligurii” jeździ czarnym samochodem marki Mercedes. Udało się również sporządzić pierwszy portret pamięciowy. Gdy fakty te ujawniono w prasie, Bilancia zmienił swoje zachowanie i sposób zabijania ofiar.
- 12 kwietnia 1998 – zastrzelił w pociągu InterCity relacji La Spezia – Wenecja, Elisabettę Zoppetti.
- 14 kwietnia 1998 – zabił w pociągu prostytutkę – Kristinę Valla.
- 18 kwietnia 1998 – zabił w pociągu relacji Genua – Ventimiglia, Marię Angelę Rubino.
- 21 kwietnia 1998 – zabił w Taggia pracownika stacji benzynowej – Giuseppe Mileto. Było to ostatnie morderstwo dokonane przez Bilancię.

### Śledztwo i wyrok
Po ostatnich morderstwach, pojawili się nowi świadkowie w sprawie morderstw. Kilka osób twierdziło, że w pobliżu miejsc zbrodni, widzieli biały samochód marki Opel Kadett. Policja zwróciła również uwagę na to, że zabójca przestał zabijać prostytutki, a zaczął zabijać zupełnie przypadkowe osoby.
Wkrótce dostarczono raport dotyczący czarnego Mercedesa. Jak się okazało pojazd został wypożyczony i do tamtej pory nie zwrócony. Policja udała się do mężczyzny, który wynajął samochód. Okazało się, że tym człowiekiem jest Bilancia, który pasował do portretu pamięciowego. Ponadto porównano DNA Bilancii ze znalezionymi na miejscach zbrodni. Wynik był pozytywny.
6 maja 1998 przyznał się do wszystkich morderstw, w tym do zabójstwa Giorgia Centanaro. 12 kwietnia 2000 sąd w Genui uznał Donato Bilancię winnym popełnienia 14 morderstw i usiłowania zabójstwa „Lorena”. Bilancia został skazany na czternastokrotne dożywocie i 14 lat więzienia (za usiłowanie zabójstwa „Lorena”).